# Xian de Yongsheng
Le xian de Yongsheng (chinois : 永胜县 ; pinyin : Yǒngshèng xiàn) est un district administratif de la province du Yunnan en Chine. Il est placé sous la juridiction de la ville-préfecture de Lijiang.

## Démographie
La population du district était de 375 133 habitants en 1999.

## Galerie

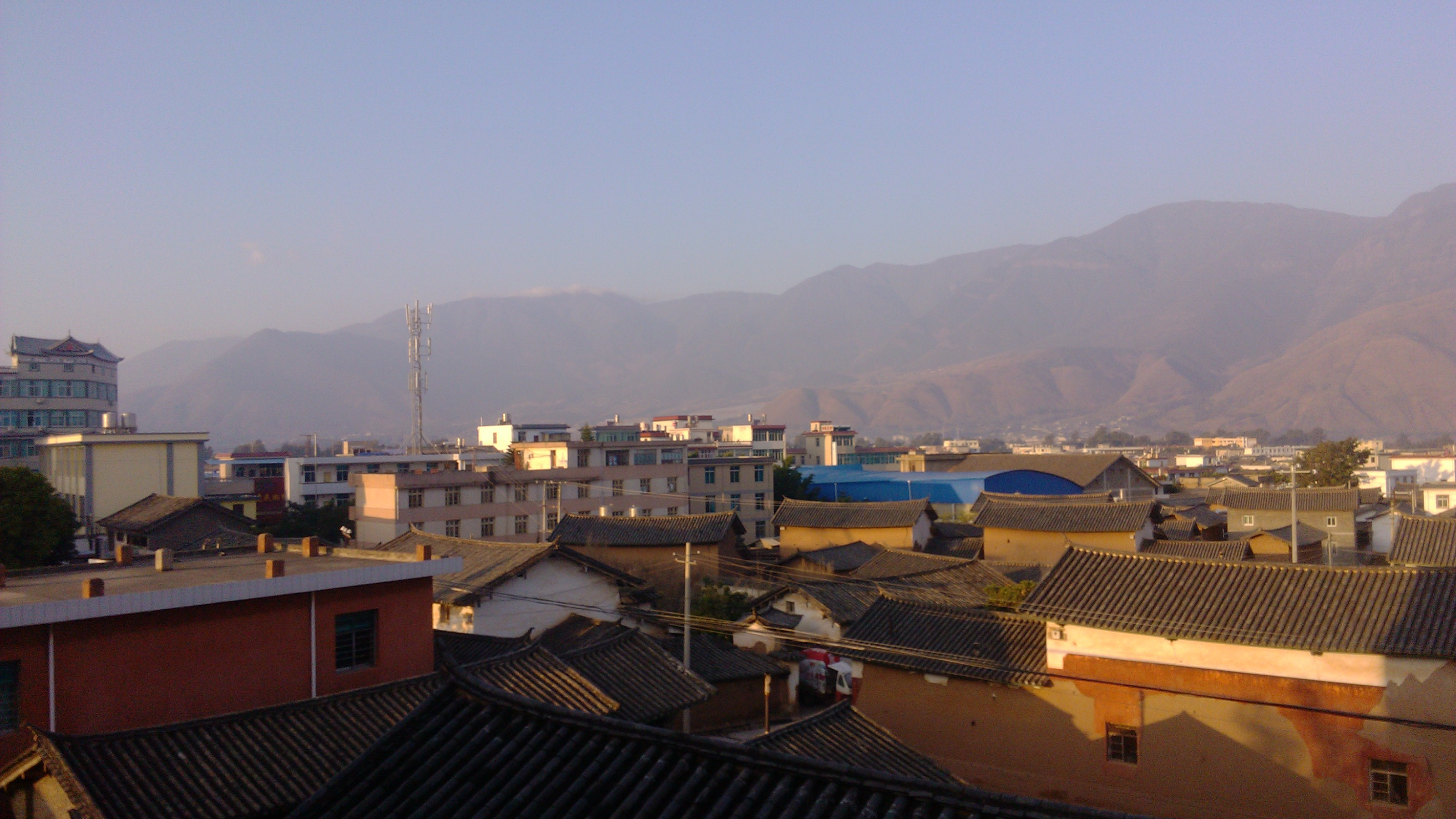
bourg de Chenghai
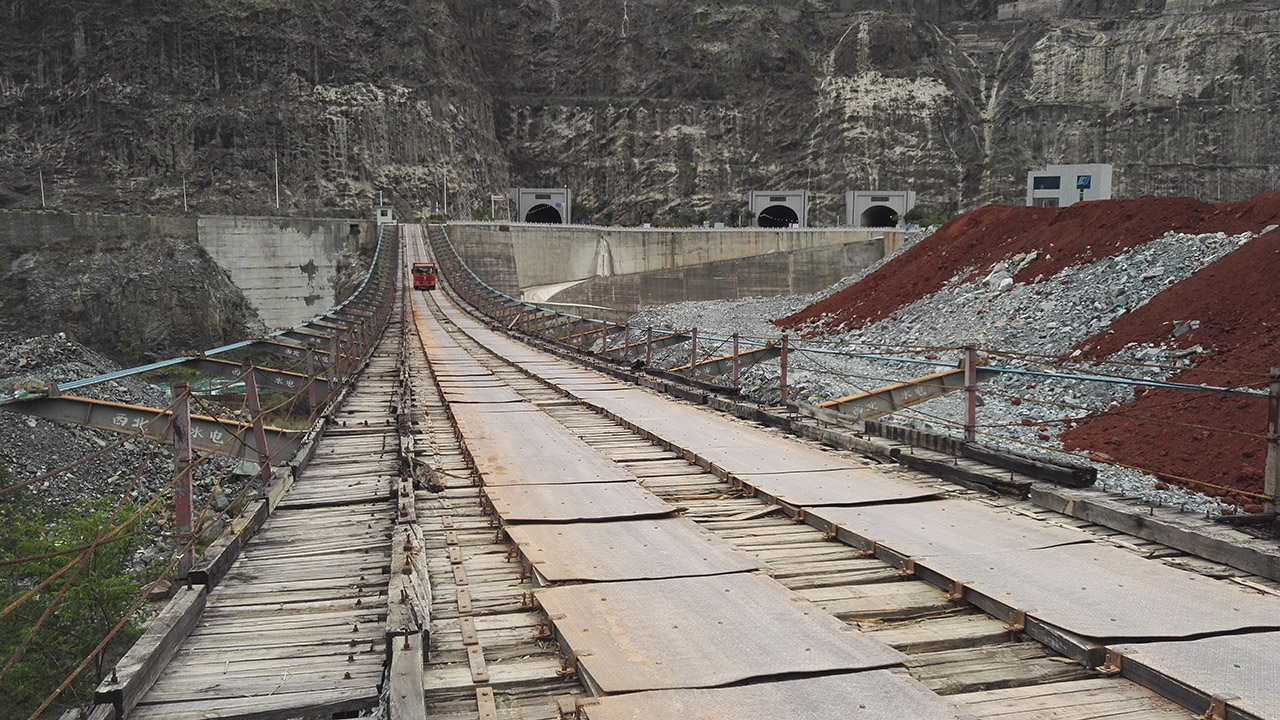
premier pont suspendu temporaire de Ludila
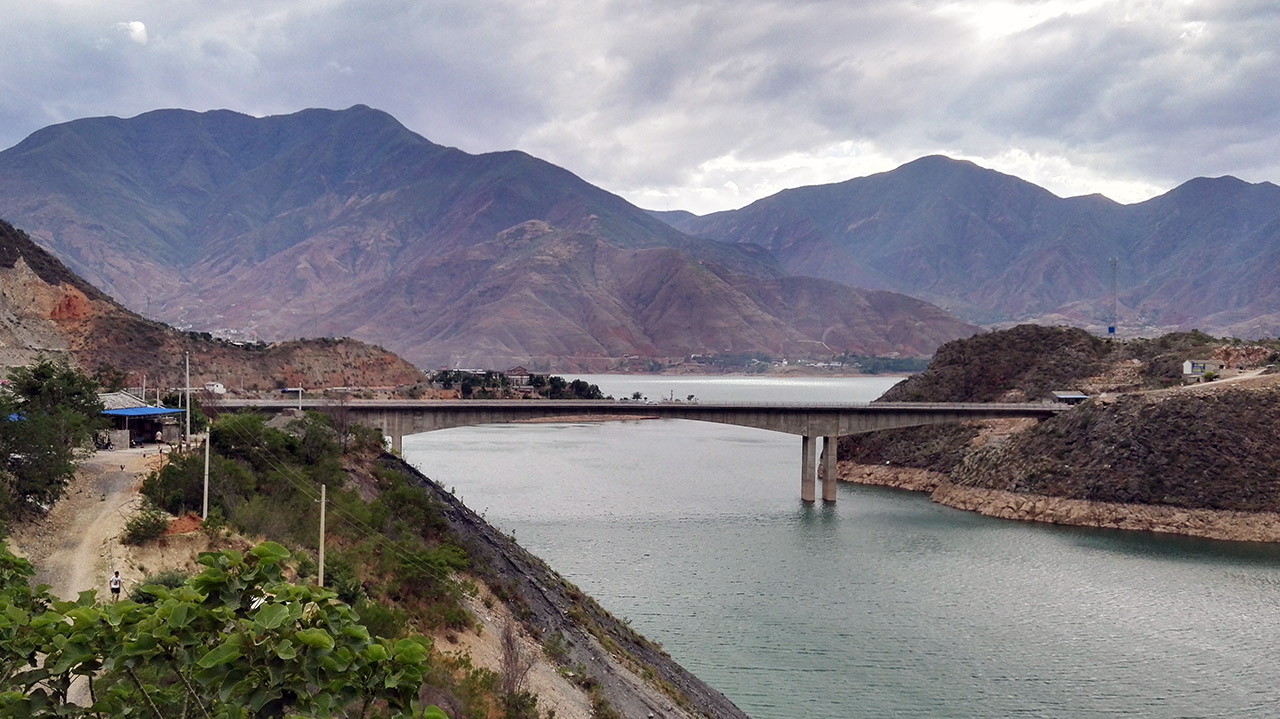
Pont Jinjiang sur la rivière Jinsha
Lac Chenghai (zh)